# MTSAT-2
O MTSAT-2, também conhecido por Himawari 7, é um satélite de comunicação e meteorológico geoestacionário japonês construído pela Mitsubishi Electric. Ele é operado pelo Ministério de terras, infraestrutura, transporte e turismo (MLIT) e pela Agência Meteorológica do Japão (JMA). O satélite foi baseado na plataforma DS-2000 e sua expectativa de vida útil é de 10 anos.

## Lançamento
O satélite foi lançado com sucesso ao espaço no dia 18 de fevereiro de 2006, por meio de um veículo H-2A-2024 a partir do Centro Espacial de Tanegashima. Ele tinha uma massa de lançamento de 4650 kg.